# A Elite do Atraso
A Elite do Atraso: da Escravidão à Lava Jato é um livro do sociólogo brasileiro Jessé Souza, lançado em 2017 pela Editora Leya. Em 2019, depois ascensão do governo Jair Bolsonaro, a Estação Brasil lançou uma edição revista e ampliada intitulada A Elite do Atraso: da Escravidão a Bolsonaro.
Publicado no contexto da crise político-econômica no Brasil de 2014 a 2018, o livro trata a chamada Operação Lava Jato como representante da elite escravocrata brasileira, interessada no processo de impeachment de Dilma Rousseff.
Souza argumenta como a escravidão no Brasil formou e caracterizou a sociedade brasileira. Ele analisa e critica autores consagrados do pensamento social brasileiro, como Gilberto Freyre, Raimundo Faoro e Sérgio Buarque de Holanda, segundo os quais o Brasil teria se formado a partir de uma continuidade com Portugal e seu patrimonialismo e criaram o chamado complexo de vira-lata.
Descrevendo quatro classes sociais no Brasil, Souza afirma que a elite, composta pela elite econômica e pela classe média manipulada pela mídia, usou a operação midiático-judiciária contra o governo Dilma Rousseff para combater a ascensão social dos membros das outras duas classes, os trabalhadores semi qualificados e a ralé de novos escravos, para manter os privilégios da elite e as desigualdades sociais no Brasil.

## Críticas à sociologia brasileira
Conceitos considerados fundamentais para o entendimento da sociedade brasileira são criticados por Souza, como o homem cordial de Sérgio Buarque de Holanda e a noção de patrimonialismo. O homem cordial é criticado por pensar o brasileiro genericamente, sem distinção de classe. Holanda trata também, em sua obra Raízes do Brasil, da ideia de patrimonialismo brasileiro. No Estado patrimonialista, a elite se juntaria para tirar proveitos privados daquilo que é público. Para Souza, aplicar a noção de patrimonialismo, criada por Max Weber, para o Brasil – coisa já feita anteriormente por Raimundo Faoro –, foi indevido. Para Weber, a diferenciação das esferas sociais, como a economia, a política e o direito, é característico da modernidade. Souza argumenta que o patrimonialismo, para Weber, tem  como pressuposto a impossibilidade de diferenciação das esferas sociais típica da Idade Média, já que o patrimonialismo é uma variação do tipo de dominação tradicional. Souza acredita que Raimundo Faoro transportou indevidamente uma ideia que se aplica no mundo medieval para a modernidade. Por essa razão, para Souza, o núcleo explicativo da formação brasileira não é uma continuidade com Portugal e seu patrimonialismo, mas a escravidão.

## Frações da classe média
Em livros anteriores, Souza já havia definido as classes sociais do Brasil (ralé de novos escravos, batalhadores, classe média e elite). A novidade trazida por A Elite do Atraso foi uma apresentação preliminar das divisões dentro da classe média. Essas divisões foram feitas com base em pesquisa do Instituto de Pesquisa Econômica Aplicada (IPEA), coordenada pelo próprio Souza, somada a entrevistas pessoais realizadas por ele próprio em grandes cidades brasileiras. A classe média se divide e diferencia conforme o tipo de capital cultural que ela adquire. Esse capital cultural também é quantitativamente diferente: pode ser maior (nas frações expressivistas e críticas) ou menor (na liberal e na protofascista).
Essas divisões são as seguintes:
Fração liberal

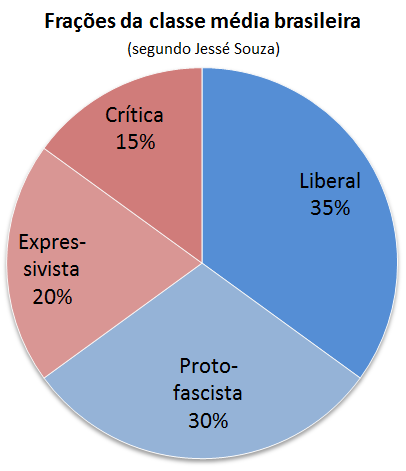
Composição da classe média brasileira, conforme suas frações, ou nichos.

Tanto a fração liberal como a protofascista se caracterizam pela posse de um conhecimento técnico adaptativo, que serve para se adaptar às necessidades do capital, e não para criticar a ordem social. Essas frações buscam o conforto das certezas compartilhadas, veiculadas sobretudo pela mídia. Também se caracterizam pelo moralismo. Em comparação com a protofascista, a fração liberal possui maior apego ao ideário democrático.
Fração protofascista
Conforme Souza, "o ódio às classes populares é aqui aberto e proclamado com orgulho, como expressão de ousadia ou sinceridade. O protopascista se orgulha de não ser falso como os outros e poder dizer o que lhe vem à mente. O mal e o bem estão claramente definidos, e o bem se confunde com a própria personalidade." Distingue-se da liberal também por sua maior sensibilidade a críticas, que são vistas como uma negação da própria personalidade.
Fração expressivista
Também chamada de "classe média de Oslo", assim como a fração crítica, é mais crítica. Porém, sua atenção é mais voltada a causas ambientais, ecológicas, e de direitos dos animais, e não dá suficiente atenção ao principal, que, no Brasil, é a miséria e a desigualdade. A classe média é de "Oslo", portanto, porque dá a impressão de viver em um país em que as desigualdades e misérias foram praticamente resolvidas.
Fração crítica
O menor segmento da classe média, são os setores mais intelectualizados, e que buscam criticar a sociedade. Esse segmento percebe a realidade social como uma invenção, algo construído.

## Recepção
O sociólogo Sérgio da Mata, da Universidade Federal de Ouro Preto, criticou Souza por fazer uma leitura muito rígida de Weber, não considerando a plasticidade com que o conceito de patrimonialismo é empregado, e citou o próprio sociólogo alemão, que alega que o patrimonialismo pode sim existir em uma economia capitalista moderna. Rubens Goyatá Campante criticou Souza por fazer generalizações indevidas e apresentar seus argumentos de forma agressiva e deselegante, desrespeitando os clássicos.

## Estrutura
- Sumário
  - Prefácio
  - O racismo de nossos intelectuais: o brasileiro como vira-lata
- A escravidão é nosso berço
  - O mundo que a escravidão criou
  - Freyre contra ele mesmo
  - Sobrados e mucambos ou o campo na cidade
- As classes sociais no Brasil moderno
  - A criação da ralé de novos escravos como continuação da escravidão no Brasil moderno
  - Os conflitos de classe do Brasil moderno
  - O pacto antipopular da elite com a classe média
  - A classe média e a esfera pública colonizada pelo dinheiro
  - O moralismo patrimonialista e a crítica ao populismo como núcleto do pacto antipopular
  - O pacto elitista e a sua violência simbólica
  - A elite do dinheiro e seus motivos
  - A classe média e suas frações
- A corrupção real e a corrupção dos tolos
  - A corrupção real e a corrupção dos tolos: uma reflexão sobre o patrimonialismo
  - Normalizando a exceção: o conluio entra a grande mídia e a Lava Jato
- Posfácio – Um país em transe: as razões irracionais do fascismo